# Klambrafell
Klambrafell är en kulle i republiken Island. Den ligger i regionen Västfjordarna, 110 km norr om huvudstaden Reykjavík. Toppen på Klambrafell är 544 meter över havet, eller 114 meter över den omgivande terrängen. Bredden vid basen är 2,3 km.
Trakten runt Klambrafell är nära nog obefolkad, med mindre än två invånare per kvadratkilometer. Det finns inga samhällen i närheten. Trakten runt Klambrafell består i huvudsak av gräsmarker.